# La Nouaille
La Nouaille, auf Okzitanisch „La Noalha“, ist eine Gemeinde in Frankreich. Sie gehört zur Region Nouvelle-Aquitaine, zum Département Creuse, zum Arrondissement Aubusson und zum Kanton Gouzon.

## Lage
Banize liegt am Fluss Banize, im Südosten verläuft der Gourbillon, im Nordosten die Beauze.
Die Gemeinde grenzt im Norden an Vallière, im Osten an Saint-Quentin-la-Chabanne, im Südosten an Gioux, im Südwesten an Gentioux-Pigerolles, im Westen an Saint-Marc-à-Loubaud und im Nordwesten an Saint-Yrieix-la-Montagne.
La Nouaille liegt im Regionalen Naturpark Millevaches en Limousin.

## Bevölkerungsentwicklung
| Jahr      | 1962 | 1968 | 1975 | 1982 | 1990 | 1999 | 2008 | 2016 |
| --------- | ---- | ---- | ---- | ---- | ---- | ---- | ---- | ---- |
| Einwohner | 478  | 401  | 379  | 329  | 264  | 248  | 254  | 247  |

## Sehenswürdigkeiten
- Domaine de Banizette, im 15. und erweitert im 17. Jahrhundert für die Landwirtschaft erstelltes Haus, heute ein Wohnhaus und seit 1992 ein Monument historique
- Die katholische Kirche Saint-Pierre-Saint-Paul, seit 1923 ein Monument historique

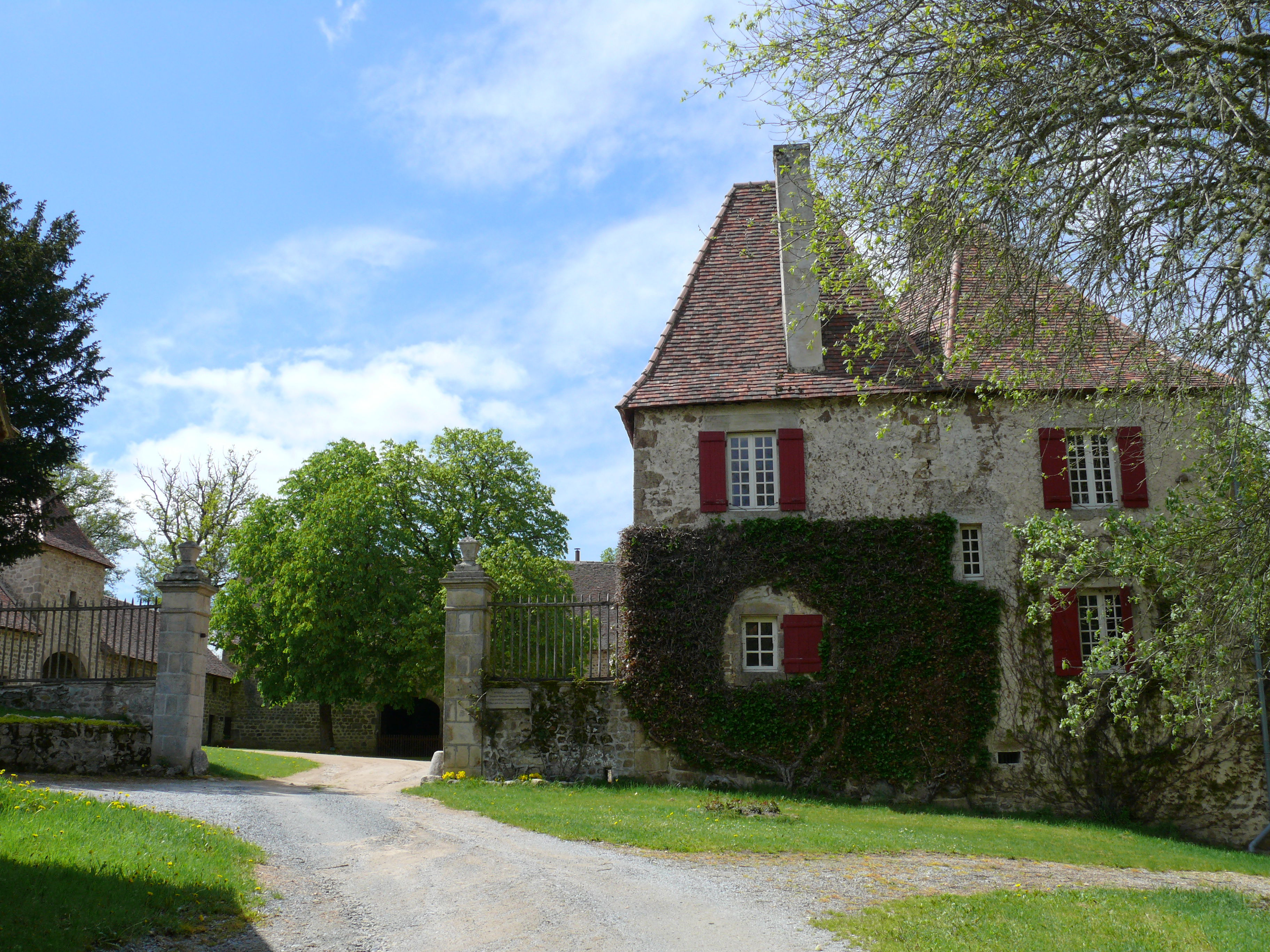
Domain de Banizette
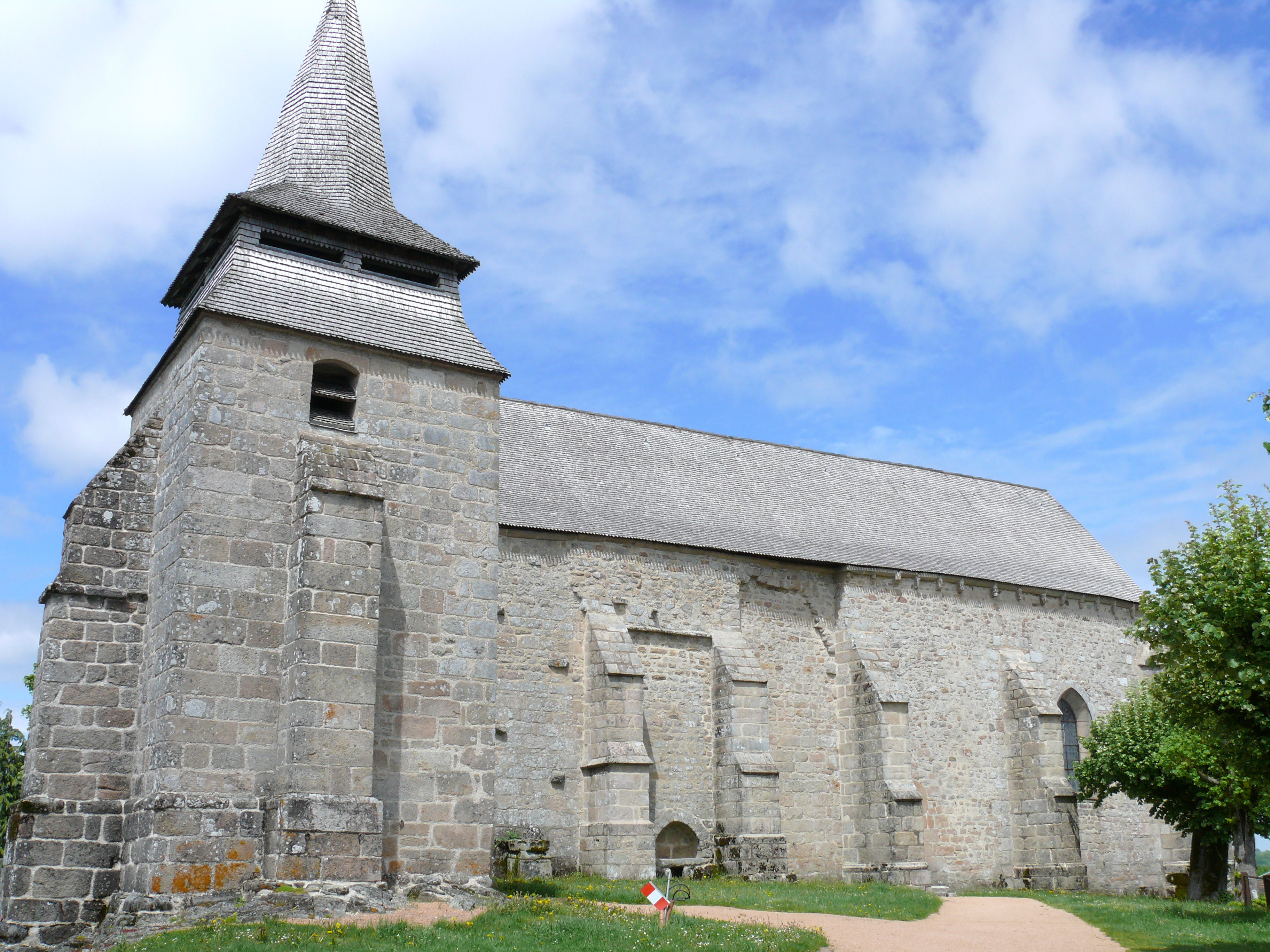
Kirche Saint-Pierre-Saint-Paul